# خوشاب (قیر و کارزین)
خوشاب(قیروکارزین)، روستایی از توابع بخش افزر شهرستان قیر و کارزین در استان فارس ایران است. این روستا یکی از مناطق کهن ایران میباشد که ریشه در حکومت ساسانیان دارد اما متاسفانه به دلیل خشک سالی های متعدد در سال های اخیر مورد توجه  قرار نگرفته است.
```
اهالی این روستا بسیار مهربان و خونگرم هستند.
```

## جمعیت
این روستا در شهرستان قیروکارزین قرار دارد و براساس سرشماری مرکز آمار ایران در سال ۱۳۹۵، جمعیت آن ۲۴۳ نفر (62خانوار) بوده‌است.